# Waitress (película de 2023)
Waitress (también conocida como Waitress: The Musical) es una película de comedia dramática musical estadounidense de 2023 que consiste en una grabación en vivo del musical de 2015 del mismo nombre de Sara Bareilles y Jessie Nelson, basado en la película de 2007 del mismo nombre escrita por Adrienne Shelly.
La película fue producida en el otoño de 2021 durante su ejecución limitada en el Teatro Ethel Barrymore en la ciudad de Nueva York, como parte de los esfuerzos para reabrir lentamente Broadway en medio de la pandemia de COVID-19, siendo este el primer musical en comenzar cerca del final del confinamiento. La película presenta el elenco de este remontaje, que incluye a Bareilles (quien también se desempeña como productor), Charity Angél Dawson, Caitlin Houlahan, Drew Gehling, Dakin Matthews, Eric Anderson, Joe Tippett y Christopher Fitzgerald. Diane Paulus volvió a dirigir la producción, con Brett Sullivan y Nelson dirigiendo la filmación en vivo.
Se estrenó en el Festival de Cine de Tribeca el 12 de junio de 2023 y se estrenó en cines en los Estados Unidos el 7 de diciembre de 2023 por Bleecker Street y Fathom Events.

## Reparto
- Sara Bareilles como Jenna Hunterson[6][7]
- Drew Gehling como el Dr. James "Jim" Pomatter
- Charity Angél Dawson como Becky
- Caitlin Houlahan como Dawn Pinkett
- Dakin Matthews como Old Joe
- Christopher Fitzgerald como Ogie Anhorn
- Joe Tippett como Earl Hunterson
- Eric Anderson como Cal
- Anastacia McCleskey como la enfermera Norma
- Stephanie Torns como Francine Pomatter
- Molly Jobe como la madre de Jenna
- Matt Deangelis como el padre de Jenna

## Producción
Tras el cierre de la producción original de Broadway el 5 de enero de 2020 en el Brooks Atkinson Theatre (ahora Lena Horne Theatre), el distrito de teatros cerró durante más de un año debido a la pandemia de COVID-19. En respuesta, el productor Barry Weissler anunció que se abriría una nueva versión de la producción original, protagonizada por Bareilles, tras la reapertura de los teatros de Broadway. El espectáculo regresó con un compromiso limitado el 2 de septiembre de 2021 en el Ethel Barrymore Theatre, lo que lo convierte en el primer musical en Broadway en comenzar a presentarse luego del confinamiento por el COVID-19. El motivo principal de su regreso fue grabar la producción para un lanzamiento público futuro, con STEAM Motion and Sound produciendo la película. Varios miembros del elenco que regresan protagonizan la producción, incluidos Bareilles como Jenna, Gehling como Dr. Pomatter, Tippett como Earl, Dawson como Becky, Houlahan como Dawn, Matthews como Joe, Fitzgerald como Ogie y Anderson como Cal. La carrera concluyó el 22 de diciembre de 2021, dos semanas antes de lo planeado debido a un aumento de COVID-19. La película entró en posproducción al año siguiente y se completó a principios de 2023.

## Estreno
La película se estrenó en la sección Spotlight+ del Festival de Cine de Tribeca el 12 de junio de 2023, seguida de una actuación musical especial posterior a la proyección de Bareilles. Simultáneamente, también transmitió con sonido a través de la aplicación TSX en la pantalla digital de 18 000 pies cuadrados de TSX Entertainment con vista a Times Square, incluida la transmisión de una introducción de Bareilles. En septiembre de 2023, Bleecker Street adquirió los derechos de distribución de la película en EE. UU., se asoció con Fathom Events para su estreno en cines y programó su estreno para el 7 de diciembre de 2023.